# バッテリー・プレイス駅
バッテリー・プレイス駅 (Battery Place) は、マンハッタン区ロウアー・マンハッタンのバッテリー・パーク北、グリニッジ・ストリート南端付近に位置したIRT6番街線・9番街線の駅である。
駅は相対式ホーム2面と線路2線を有した2面2線の高架駅で1872年6月13日に9番街線の駅として開業、1880年5月2日より6番街線の列車の乗り入れが開始された。6番街線と9番街線は駅より北に1ブロック先のモリス・ストリート付近で分岐しており、分岐点 - サウス・フェリー駅間は線路を共用していた。駅は1940年6月11日に9番街線と同時に廃止されたが、6番街線は1938年12月4日に廃止されておりそれと同時に6番街線列車の乗り入れも廃止されている。
南側隣駅は終点サウス・フェリー駅であり、反対の北側隣駅は9番街線が9番街線レクター・ストリート駅、6番街各駅停車が6番街線レクター・ストリート駅、6番街線急行がパーク・プレイス駅であった。